# Duta policeps
Duta policeps är en stekelart som beskrevs av Lubomir Masner 1991. Duta policeps ingår i släktet Duta och familjen Scelionidae. Inga underarter finns listade i Catalogue of Life.